# Jefferson Galego
Jefferson Galego, pseudonimo di Jefferson Fernando Isídio (Marituba, 4 aprile 1997), è un calciatore brasiliano, centrocampista del Bucheon FC 1995.

## Caratteristiche tecniche
È un centrocampista offensivo.

## Carriera
Dopo aver militato nelle serie inferiori del campionato brasiliano, nel 2020 viene acquistato dal Moreirense. Debutta in Primeira Liga il 18 ottobre in occasione dell'incontro pareggiato 0-0 contro il Belenenses SAD.